# 24 Minutes
«24 Minutes» (с англ. — «24 минуты») — двадцать первый эпизод восемнадцатого сезона мультсериала «Симпсоны». Вышел на экраны 20 мая 2007 года на канале «Fox».

## Сюжет
За порядками в школе следит специальный отдел под аббревиатурой «CTU», занимающийся выслеживанием прогульщиков. Сидя в модном офисе с кучей техники, Лиза Симпсон, аналитик CTU, просматривает видео с камер наблюдения и выясняет, что трое прогульщиков, Дольф Старбим, Керни Зизвич и Джимбо Джонс, собираются устроить террористический акт — взорвать вонючую бомбу, состоящую из самых вонючих компонентов, к примеру: труп животного, сгоревшие волосы, прокладка сестры Джимбо, 6-недельные кишечные газы, плацента опоссума, пот из сильно поношенного свитера, и главный вонючий ингредиент — йогурт с ботулизмом (йогурт Гомера Симпсона). Джимбо планирует разнести ядовитые испарения по всей школе через вентиляцию. Планируется много жертв, ведь в это время в школе проводится ярмарка выпечки, куда спешит и Мардж Симпсон с Мэгги.
Пойманного за хулиганства Барта Симпсона, оперативника CTU, решают отпустить и направить по следу террористов. Барт соглашается не сразу, а лишь после того, как Сеймур Скиннер сказал ему «ругательство, которое я не знаю». Гомер в истории почти не участвует, так как всё время был в мусорном ящике вместе с Милхаусом.
В истории появляется Мартин Принс, выступающий в роли двойного агента. Он сдаёт хулиганам Барта в обмен на свою муравьиную ферму. Когда террористы запирают Барта и Вилли в затопленном подвале с окошком из непробиваемого стекла, Мардж разбивает его каменным кексом. Лиза обезвреживает бомбу за одну секунду до запаса.
Позже, однако, прибывают Бауэр и команда SWAT, чтобы арестовать Барта за розыгрыш, а Лизу вознаградить за остановку «террористической атаки». Когда они прибывают, говорит, на расстоянии взрывается ядерная бомба, но, к облегчению толпы, Бауэр уверяет их, что она взорвалась в соседнем Шелбивилле.

## Культурные отсылки
- В серии много отсылок к телесериалу «24 часа» (название, фирменный таймер, реальное время, «действие происходит между…», разделение экрана на квадраты)[1].

## Интересные факты
- Когда идёт презентация Гомера, справа от фотографии можно увидеть фразу «Devoted father of two» (с англ. — «Заботливый отец двоих детей»).
- Название горчицы, которой Барт рисует портрет директора Скиннера Puopon в реплике «I’ll teach you how to puopon me» (с англ. — «Я тебя научу, как «пупонить» меня») звучит как «I’ll teach you how to poop on me» (с англ. — «Я тебя научу, как гадить на меня»).